# 購買力

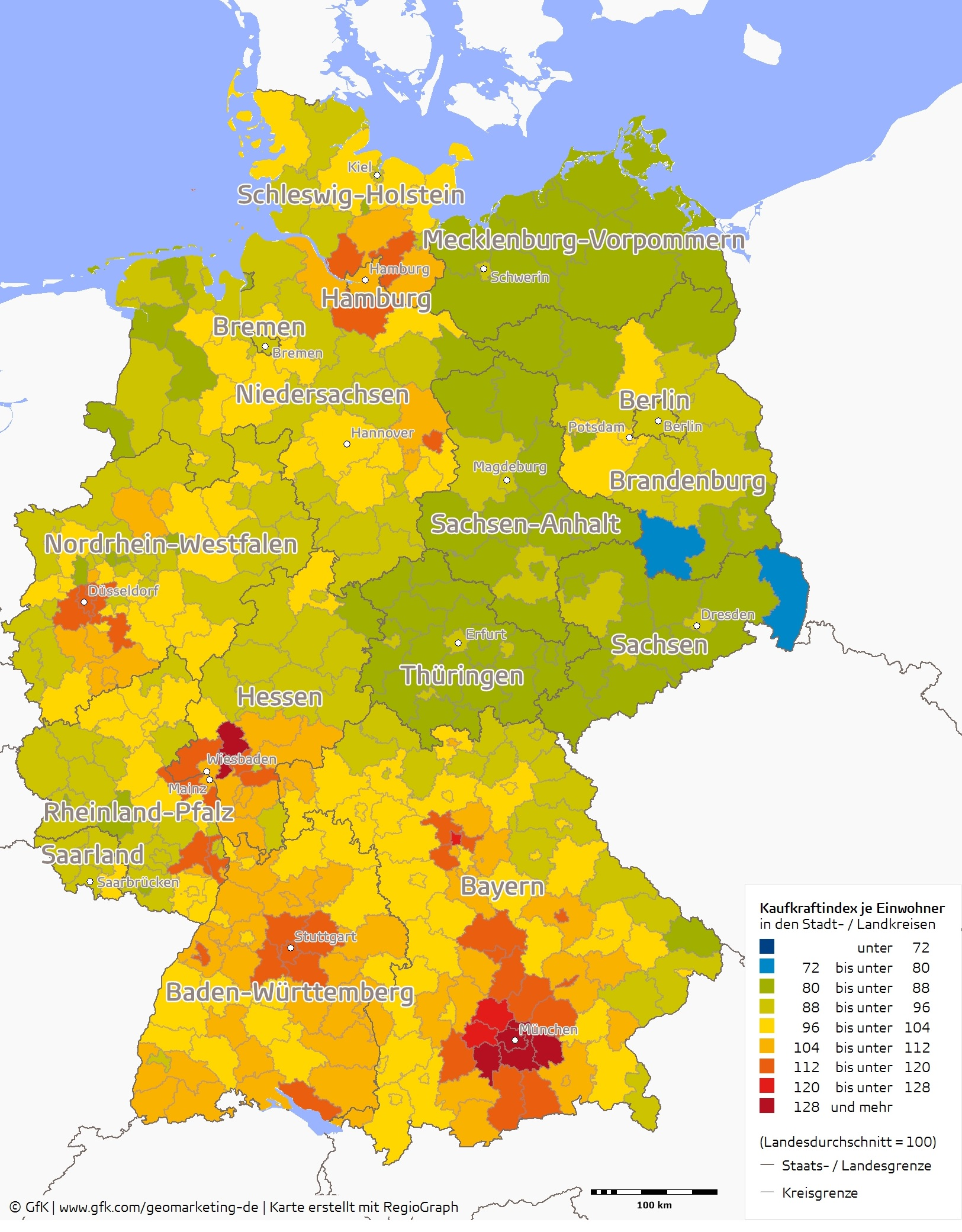
購買力分布圖

購買力（英語：Purchasing power）為經濟學術語，顧名思義即是取得货币收入之後購買貨品和服務的能力。

## 2006年世界主要城市購買力排名
1. 瑞士蘇黎世
2. 瑞士日內瓦
3. 愛爾蘭都柏林
4. 美國洛杉磯
5. 盧森堡盧森堡城
6. 美國芝加哥
7. 美國紐約
8. 德國柏林
9. 澳大利亞
10. 西班牙巴塞隆納
11. 法國里昂
12. 西班牙馬德里
13. 瑞典斯德哥爾摩
14. 阿拉伯聯合大公國杜拜
15. 義大利米蘭
16. 法國巴黎
17. 希臘雅典
18. 中华民国臺北
19. 南非約翰尼斯堡
20. 義大利羅馬
21. 巴林麥納麥
22. 韓國首爾